# Niamey
Niamey (wym. Njamej, dawny polski egzonim: Niamej) – stolica Nigru położona nad rzeką Niger, ośrodek administracyjny dystryktu stołecznego Niamey.
Niamey jest ośrodkiem handlu, rzemiosła, przemysłu spożywczego, włókienniczego, skórzanego, materiałów budowlanych oraz centrum regionu uprawy orzeszków ziemnych. W mieście działają także drobne zakłady metalowe, chemiczne i meblarskie. Niamey jest również ośrodkiem kulturalnym (muzeum narodowe), naukowym (Uniwersytet Abdou Moumouniego, szkoły wyższe i instytuty badawcze) i komunikacyjnym (port lotniczy i rzeczny).
W mieście jest stacja kolejowa Niamey.
Miasto zostało ustanowione stolicą kolonii Niger w 1926 roku, a w 1960 roku, po uzyskaniu niepodległości przez Niger, zostało oficjalnie stolicą Republiki Nigru.